# 亚胺培南
亚胺培南（INN：imipenem）是一种半合成的碳青霉烯类抗生素， 属于β-内酰胺类。亚胺培南主要抑制细菌细胞壁合成，抗菌活性极高，对革兰氏阴性菌、阳性菌、厌氧菌都有抗菌作用，也可用于耐多药结核菌。
同其他碳青霉烯类抗生素类似，亚胺培南对许多多重耐药革兰氏阴性菌产生的β-内酰胺酶具有高度抗性，因此在治疗耐药菌导致的感染中发挥关键作用。该药于20世纪70年代中期由默沙东开发。

## 历史
默沙东于20世纪70年代早期通过长时间的筛选从卡特利链霉菌（Streptomyces cattleya）发酵液中分离得到硫霉素（沙纳霉素、噻嗯霉素、噻烯霉素）（thiomycin，thienamycin，thienpenem）。硫霉素具有抗菌活性，但代谢和化学稳定性差，因此直接将其运用于临床的效果较差。透过构效关系研究发现在硫霉素母核碳青霉烯的4位引入取代基可增加空间位阻，从而增加化学稳定性，但会影响抗菌活性，而在3位侧链末端引入亚氨基的亚胺培南不仅提高了化学稳定性，而且由于亚氨基使药物穿透力增强，使得亚胺培南的抗菌活性与抑酶作用均比硫霉素强。亚胺培南于1975年获得专利，并于1985年由FDA批准用于医疗上市。

## 临床应用
临床上首选应用于各类革兰氏阳性、阴性细菌所致的各种复杂严重感染，也可用于耐多药结核菌；仅供注射给药，通常以复方制剂的形式应用于临床。

### 复方制剂
单独给药时，亚胺培南容易被肾脱氢肽酶代谢而失活，需要与西司他丁共同给药以防止药物失活。故当前市面上亚胺培南多以复方制剂亚胺培南西司他丁钠（如泰能）的形式应用于临床。

## 不良反应
常见的不良反应是恶心和呕吐。对β-内酰胺类抗生素过敏的人应用亚胺培南时应慎用，因为两者结构相似，交叉反应率很高。 在高剂量下，亚胺培南能导致惊厥等中枢神经系统反应。

## 作用机理
亚胺培南通过抑制各种革兰氏阳性和革兰氏阴性细菌的细胞壁合成而起到抗微生物的作用。 它在一些细菌产生的β-内酰胺酶（青霉素酶和头孢菌素酶）存在下仍然非常稳定，并且对一些具有β-内酰胺酶的耐药性革兰氏阴性细菌仍有抑制作用。

### 抗菌谱
亚胺培南具有广泛的抗菌谱。不动杆菌，醋酸钙不动杆菌，牙鲆放线菌，嗜水气单胞菌，脆弱拟杆菌，均匀拟杆菌和产气荚膜梭菌一般对亚胺培南敏感，其对铜绿假单胞菌和肠球菌属细菌也具有抗菌活性。但是，它对MRSA和具有NDM-1或超广谱β内酰胺酶（ESBL）的细菌不起作用。而鲍曼不动杆菌、脆弱拟杆菌和粪肠球菌对亚胺培南能产生不同程度的耐药性。除耐药性铜绿假单胞菌和嗜麦芽寡养单胞菌外，对亚胺培南耐药的菌种不多。

## 延申阅读
- Clissold, SP; Todd, PA; Campoli-Richards, DM. . Drugs. 1987, 33 (3): 183–241  [2019-09-06]. PMID 3552595. doi:10.2165/00003495-198733030-00001. （原始内容存档于2011-09-17）.
- Buckley, MM; Brogden, RN; Barradell, LB; Goa, KL. . Drugs. 1992, 44 (3): 408–44  [2019-09-06]. PMID 1382937. doi:10.2165/00003495-199244030-00008. （原始内容存档于2012-04-06）.